# Lena Olin
Lena Olin (Stoccolma, 22 marzo 1955) è un'attrice svedese, candidata all'Oscar alla miglior attrice non protagonista nel 1990.

## Biografia

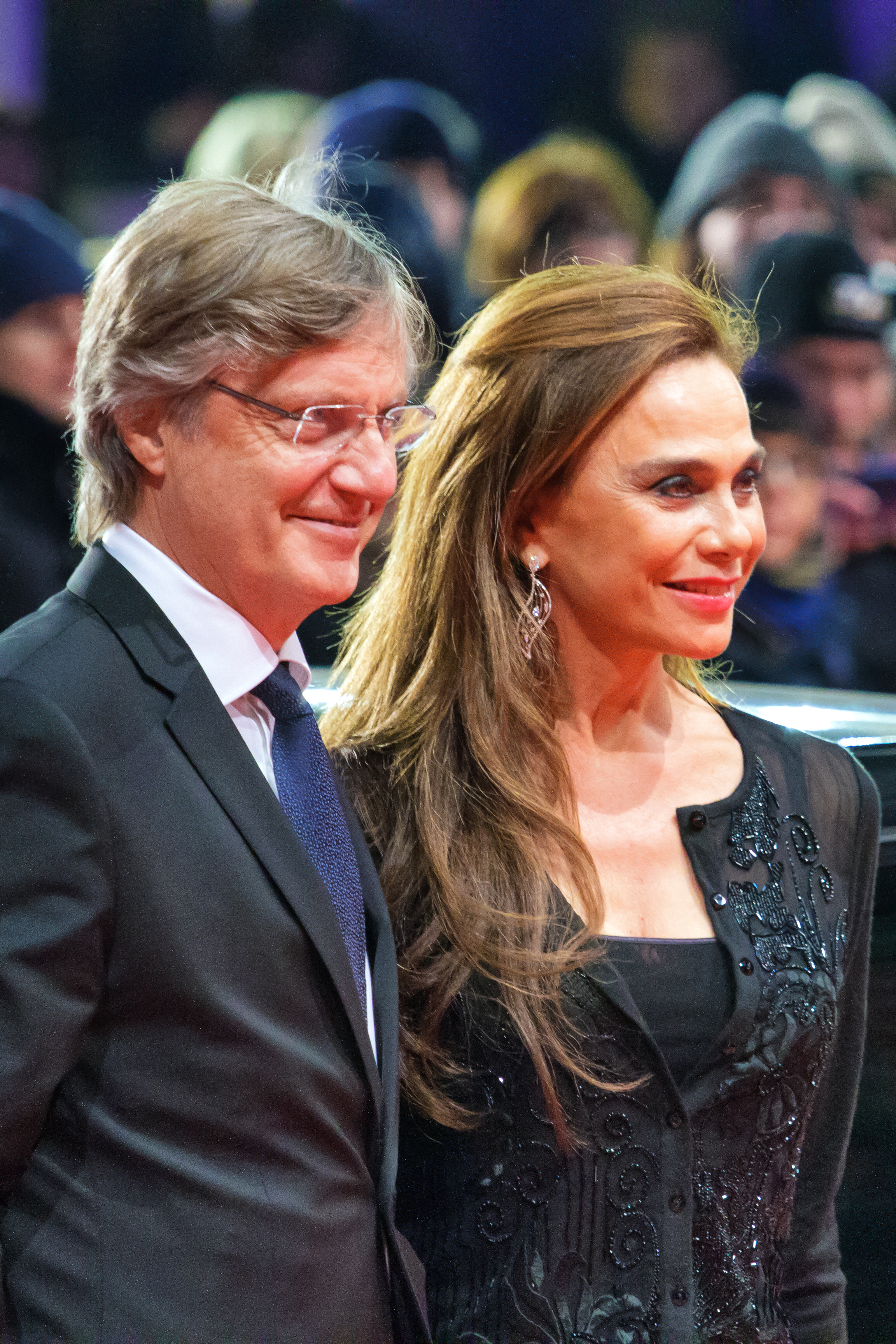
Lena Olin con il marito Lasse Hallström al Festival internazionale del cinema di Berlino 2013

Figlia dell'attrice Britta Holmberg e del regista Stig Olin, poi divorziati, studia recitazione presso la Scuola d'arte drammatica del Teatro Reale di Stoccolma (è anche allieva del grande regista Ingmar Bergman), ed è proprio con Bergman che esordisce in teatro in varie commedie di Shakespeare, Ibsen e Strindberg.
Nel 1976 debutta nel cinema con il film L'immagine allo specchio (1976), cui seguiranno Fanny e Alexander (1982) e Dopo la prova (1984), tutti e tre di Bergman.
Nel 1988 si trasferisce negli Stati Uniti per lavorare al film L'insostenibile leggerezza dell'essere di Philip Kaufman (accanto a Daniel Day-Lewis e Juliette Binoche), per questo film ottiene il Golden Globe come migliore attrice non protagonista. Recita poi in Nemici - Una storia d'amore (1989) di Paul Mazursky, venendo candidata all'Oscar alla miglior attrice non protagonista e nel 1990 prende parte al film Havana di Sydney Pollack (accanto a Robert Redford). La sua carriera procede poi tra a alti e bassi (viene presa in considerazione, ma non ottiene la parte, nel film Il falò delle vanità di Brian De Palma e nel film di Tim Burton Batman - Il ritorno per il ruolo di Catwoman, che andrà invece a Michelle Pfeiffer). Nel '97 lavora accanto a Andy García in Prove apparenti di Sidney Lumet.
Dal 2002 al 2006 interpreta l'affascinate personaggio di Irina Derevko nella serie di culto Alias creata da J. J. Abrams, al fianco di Jennifer Garner, Ron Rifkin, Victor Garber e Michael Vartan.
Dal 1994 è sposata con il regista svedese Lasse Hallström, nel cui film Chocolat nel 2000 ha recitato accanto a Juliette Binoche, Johnny Depp, Alfred Molina e Judi Dench, interpretando il ruolo di Josephine Muscat, per il quale viene candidata al Premio BAFTA. Nel 2002 partecipa al film horror La regina dei dannati e lo stesso anno all'horror Darkness. Nel 1995 ha avuto da Hallström una figlia, Tora; ha anche un altro figlio, August, nato nel 1986 dalla sua precedente relazione con l'attore Örian Ramberg.
Nel 2007 partecipa al film Awake - Anestesia cosciente accanto a Jessica Alba ed Hayden Christensen.

## Filmografia parziale

### Cinema
- L'immagine allo specchio (Ansikte mot ansikte), regia di Ingmar Bergman (1976)
- Fanny e Alexander (Fanny och Alexander), regia di Ingmar Bergman (1982)
- Dopo la prova (Efter repetitionen), regia di Ingmar Bergman (1984)
- L'insostenibile leggerezza dell'essere (The Unbereable Lightness of Being), regia di Philip Kaufman (1988)
- Nemici, una storia d'amore (Enemies, a Love Story), regia di Paul Mazursky (1989)
- Havana, regia di Sydney Pollack (1990)
- Triplo gioco (Romeo Is Bleeding), regia di Peter Medak (1993)
- Mr. Jones, regia di Mike Figgis (1993)
- La notte e il momento (The Night and the Moment), regia di Anna Maria Tatò (1995)
- Prove apparenti (Night Falls on Manhattan), regia di Sidney Lumet (1997)
- Amori & segreti (Polish Wedding), regia di Theresa Connelly (1998)
- Il comandante Hamilton (Hamilton), regia di Harald Zwart (1998)
- Mystery Men, regia di Kinka Usher (1999)
- La nona porta (The Ninth Gate), regia di Roman Polański (1999)
- Chocolat, regia di Lasse Hallström (2000)
- Ignition - Dieci secondi alla fine (Ignition), regia di Yves Simoneau (2001)
- La regina dei dannati (Queen of the Damned), regia di Michael Rymer (2002)
- Darkness, regia di Jaume Balagueró (2002)
- Hollywood Homicide, regia di Ron Shelton (2003)
- Il delitto Fitzgerald (The United States of Leland), regia di Matthew Ryan Hoge (2003)
- Casanova, regia di Lasse Hallström (2005)
- Awake - Anestesia cosciente (Awake), regia di Joby Harold (2007)
- The Reader - A voce alta (The Reader), regia di Stephen Daldry (2008)
- Remember Me, regia di Allen Coulter (2010)
- L'ipnotista (Hypnotisören), regia di Lasse Hallström (2012)
- Coppia diabolica (The Devil You Know), regia di James Oakley (2013)
- Treno di notte per Lisbona (Night Train to Lisbon), regia di Bille August (2013)
- Maya Dardel, regia di Zachary Cotler e Magdalena Zyzak (2017)
- The Artist's Wife, regia di Tom Dolby (2019)
- Adam, regia di Michael Uppendahl (2020)
- Attenzione ai Jönsson (Se upp för Jönssonligan), regia di Tomas Alfredson (2020)
- Hilma, regia di Lasse Hallström (2022)
- Andra akten, regia di Mårten Klingberg (2023)
- One Life, regia di James Hawes (2023)
- Upgraded - Amore, arte e bugie (Upgraded), regia di Carlson Young (2024)
- Spaceman, regia di Johan Renck (2024)

### Televisione
- Hamilton, regia di Harald Zwart – miniserie TV (2001)
- Alias – serie TV, 21 episodi (2002-2006)
- Law & Order - Unità vittime speciali (Law & Order: Special Victims Unit) – serie TV, episodio 11x15 (2010)
- Welcome to Sweden – serie TV, 18 episodi (2014-2015)
- Vinyl – serie TV, episodi 1x03-1x05-1x07 (2016)
- Riviera – serie TV, 21 episodi (2017, 2019-2020)
- Mindhunter – serie TV, episodio 1x06 (2017)
- Hunters – serie TV, 15 episodi (2020-2023)
- The Darkness, regia di Lasse Hallström – miniserie TV (2024)
- Nine Perfect Strangers – serie TV, 8 episodi (2025)

## Riconoscimenti
- Premio Oscar
  - 1990 – Candidatura alla miglior attrice non protagonista per Nemici, una storia d'amore
- Golden Globe
  - 1989 – Candidatura alla miglior attrice non protagonista in un film drammatico per L'insostenibile leggerezza dell'essere
- Premio BAFTA
  - 2001 – Candidatura alla miglior attrice non protagonista per Chocolat
- Guldbagge Award
  - 1980 – Premio Ingrid Bergman
- Emmy Awards
  - 2003 – Candidatura alla miglior attrice in una serie TV drammatica per Alias
- Prague Independent Film Festival
  - 2016 – Miglior attrice per Maya Dardel
- Festival di Roma
  - 2019 – Candidatura al premio onorario

## Doppiatrici italiane
Nelle versioni in italiano delle opere in cui ha recitato, Lena Olin è stata doppiata da:
- Melina Martello in Chocolat, Alias, Casanova, Awake - Anestesia cosciente, The Reader - A voce alta
- Laura Boccanera ne Il delitto Fitzgerald, Treno di notte per Lisbona, Mindhunter, Spaceman
- Vittoria Febbi in Havana, Mr. Jones, Prove apparenti
- Alessandra Korompay in Ignition - Dieci secondi alla fine, Remember Me, Coppia diabolica
- Anna Cesareni in Darkness, Hollywood Homicide, Riviera
- Cinzia De Carolis in Dopo la prova, One Life
- Rossella Izzo in Hunters, Upgraded - Amore, arte e bugie
- Simona Izzo ne L'insostenibile leggerezza dell'essere
- Paila Pavese in Nemici, una storia d'amore
- Gabriella Borri in Triplo gioco
- Roberta Greganti ne La notte e il momento
- Rita Savagnone in Amori & segreti
- Pinella Dragani ne La nona porta
- Marina Tagliaferri in Law & Order - Unità vittime speciali
- Cristiana Lionello in La regina dei dannati
- Roberta Pellini ne L'ipnotista
- Emanuela Rossi in Nine Perfect Strangers